# CENPA
CENPA (англ. Centromere protein A) – білок, який кодується однойменним геном, розташованим у людей на короткому плечі 2-ї хромосоми.  Довжина поліпептидного ланцюга білка становить 140 амінокислот, а молекулярна маса — 15 991.
| 10         |  | 20         |  | 30         |  | 40         |  | 50         |
| ---------- |  | ---------- |  | ---------- |  | ---------- |  | ---------- |
| MGPRRRSRKP |  | EAPRRRSPSP |  | TPTPGPSRRG |  | PSLGASSHQH |  | SRRRQGWLKE |
| IRKLQKSTHL |  | LIRKLPFSRL |  | AREICVKFTR |  | GVDFNWQAQA |  | LLALQEAAEA |
| FLVHLFEDAY |  | LLTLHAGRVT |  | LFPKDVQLAR |  | RIRGLEEGLG |  |            |

A: Аланін

C: Цистеїн

D: Аспарагінова кислота

E: Глутамінова кислота

F: Фенілаланін

G: Гліцин

H: Гістидин

I: Ізолейцин

K: Лізин

L: Лейцин

M: Метіонін

N: Аспарагін

P: Пролін

Q: Глутамін

R: Аргінін

S: Серин

T: Треонін

V: Валін

W: Триптофан

Кодований геном білок за функцією належить до фосфопротеїнів. 
Задіяний у таких біологічних процесах як взаємодія хазяїн-вірус, клітинний цикл, поділ клітини, мітоз, альтернативний сплайсинг. 
Білок має сайт для зв'язування з ДНК. 
Локалізований у ядрі, хромосомах, центромерах, кінетохорі.